# Waschhaus (Chamarande)

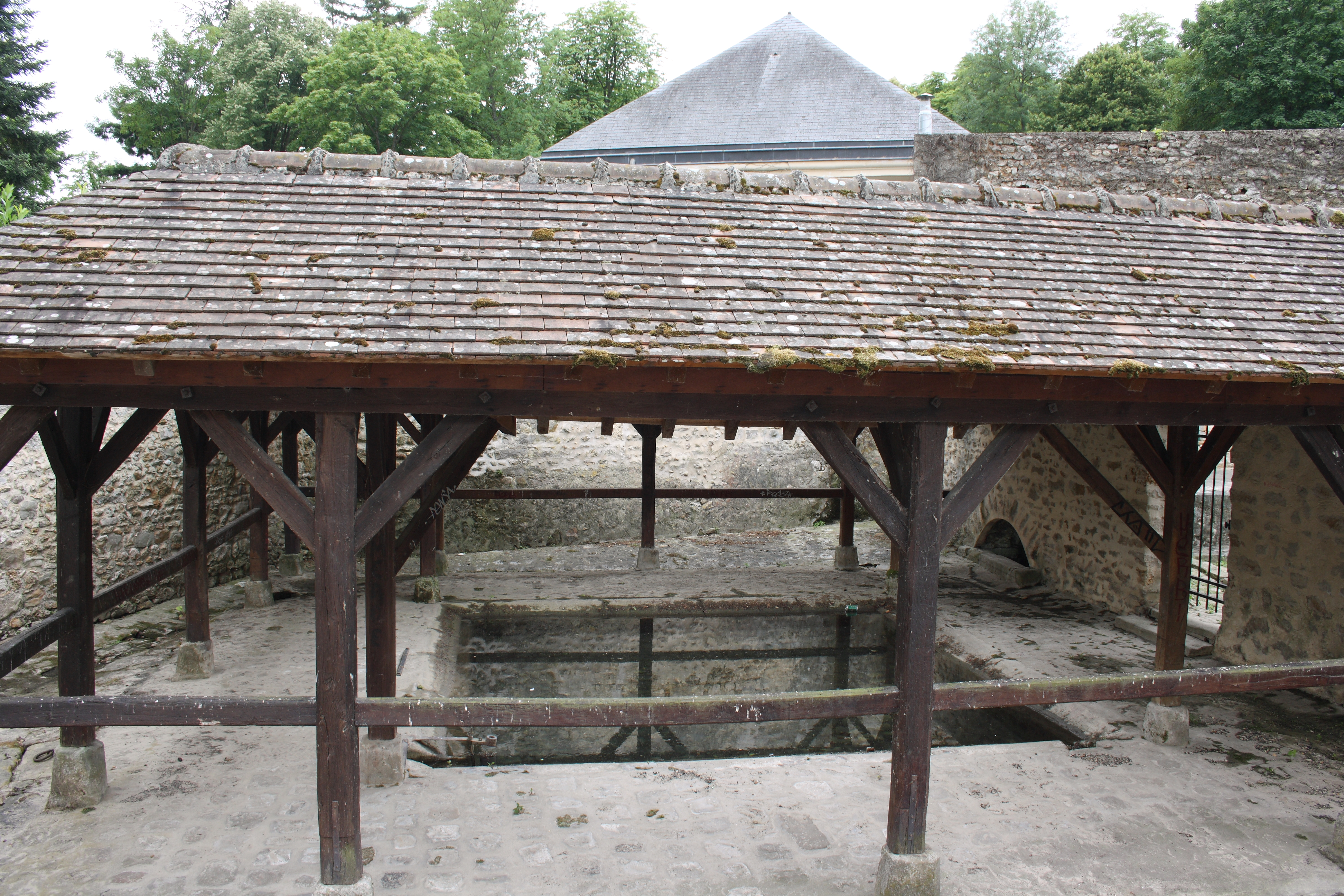
Waschhaus in Chamarande

Das Waschhaus (französisch lavoir) in Chamarande, einer französischen Gemeinde im Département Essonne in der Region Île-de-France, wurde vermutlich im 19. Jahrhundert errichtet.  
Das öffentliche Waschhaus an der Rue de la Fontaine wird von einem Brunnen mit Wasser versorgt. Es steht am Rande des Schlossparks und sein Abwasser fließt unterirdisch durch den Park zum Fluss Juine.